# 今村怜央

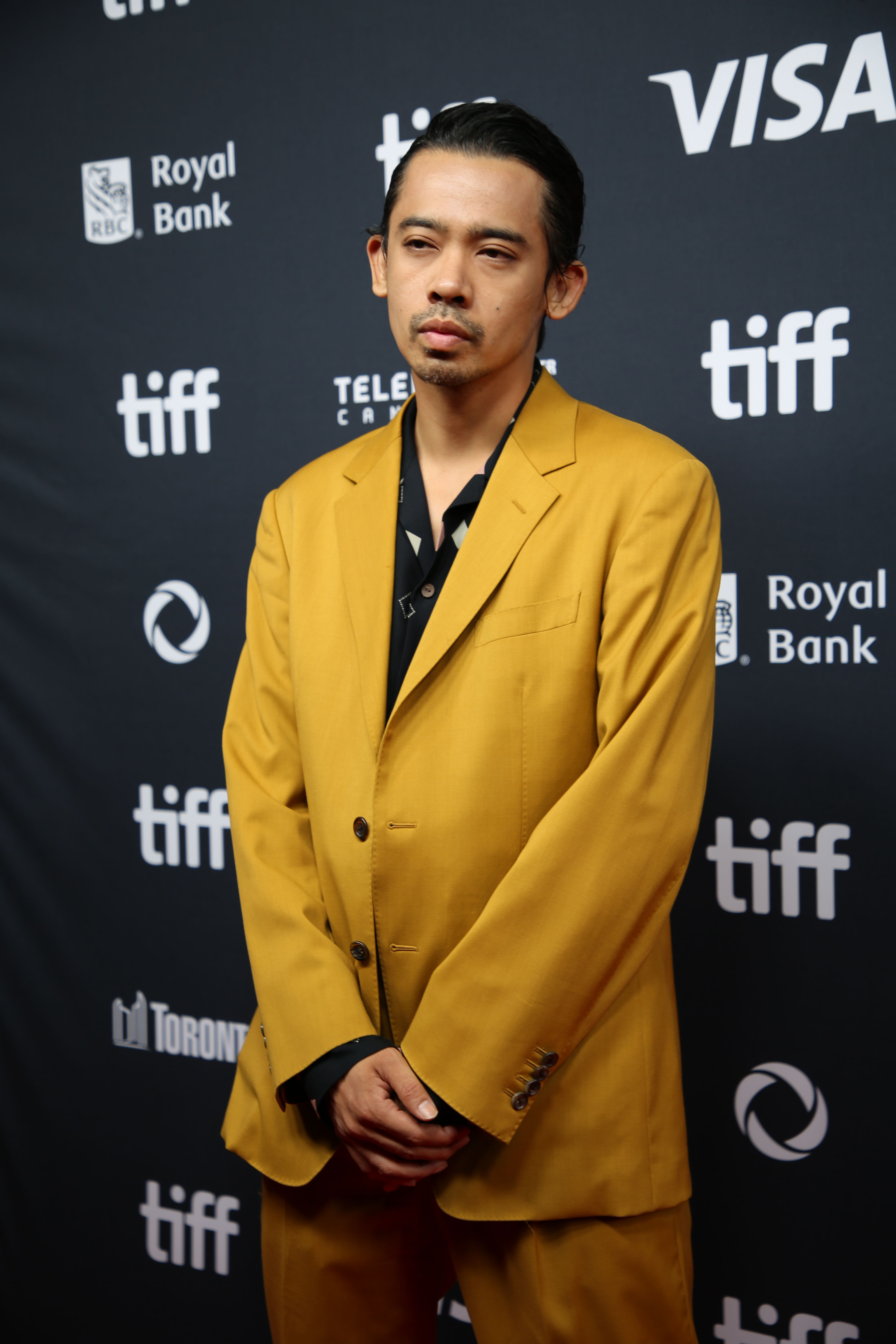

今村怜央（日语：／ Imamura Reo，1987年1月27日—）是一名日本男歌手、吉他手和演員。他是多國籍音樂團體ALI的主唱，以及搖滾樂團The John's Guerrilla的主唱與吉他手。
今村為東京都澀谷區出身。2021年，今村與前E-girls成員藤井萩花結婚。2022年11月，以ALI樂團身分來台參加金音獎。

## 外部連結
- The John's Guerrilla公式網站，存于
- BABYLON PANIC （页面存档备份，存于）
- ALL CITY STEPPERS （页面存档备份，存于）
- ALI BAND （页面存档备份，存于）
- -Leo Imamura- 今村怜央的X（前Twitter）
- 今村怜央(LEO IMAMURA)的Instagram帳戶